# Pierre Lemieux
Pierre Lemieux (Sherbrooke, 1947) es un economista libertario, teórico político y escritor, de Quebec. Es investigador del grupo de reflexión "The Independent Institute", profesor de economía en la Universidad de Quebec en Outaouais y copresidente de la GREL (Groupe de recherche économie et liberté), también es columnista regular en el Western Standard y el Financial Post. A través de él, muchos franceses fueron capaces de aprender de las ideas libertarias en los años 80. 
Ha dado numerosas conferencias y publicado numerosos artículos en periódicos, revistas y periódicos internacionales (Wall Street Journal, MD, Canadá, The Gazette, The Globe and Mail, The Independent Review, Reglamento, Tech Central Station, Ottawa Citizen, The Freeman, National Post, Liberty). En 2008 fue galardonado con el FFA Turgot de la Francofonía para Les Belles Lettres por su libro Comprendre l’économie. 

## Publicaciones
Es el autor de las siguientes publicaciones en lengua francesa: 
- Del liberalismo al anarcocapitalismo, París, Presses Universitaires de France, 1983;
- La soberanía del individuo, París, Presses Universitaires de France, 1987;
- Anarcocapitalismo, París, Presses Universitaires de France, colección Que sais-je?, 1988;
- Apología de las brujas modernas, París, Belles Lettres, 1991;
- El derecho a portar armas, París, Belles Lettres, 1993;
- El tabaco y la libertad. El Estado como un problema de salud pública, Montreal, Varia, 1997;
- Confesiones de un cazador de fuera de la ley, Montreal, Varia, 2001;
- La idea de América (con William Bonner), París, Belles Lettres, 2003;
- Comprensión de la economía, o cómo los economistas piensan, París, Belles Lettres, 2008.